# Colton McCrystal
Colton James McCrystal (ur. 23 maja 1995) – amerykański zapaśnik walczący w stylu wolnym. Mistrz panamerykański w 2019 roku.
Zawodnik Sergeant Bluff-Luton High School i University of Nebraska–Lincoln.